# Ernesto Jaimovich
Ernesto Jaimovich (Paraná, 27 de abril de 1943 - Mendoza, 5 de enero de 1995) fue un político socialista argentino. 
En el año 1959 presidió la Coordinación de Centros de Estudiantes Secundarios de su ciudad natal e integró la Mesa Ejecutiva de la Confederación entrerriana de Estudiantes Secundarios. En 1965 y 1967 fue presidente del Centro de Estudiantes de Medicina de la Universidad Nacional del Litoral. En 1968 fue Coordinador Nacional del Movimiento Nacional Reformista y en 1972 Presidente de la Federación Universitaria Argentina. 
Fue uno de los fundadores del Partido Socialista Popular. En 1972 fue miembro del Comité Nacional y de la Comisión de Acción Política; integrante del Consejo Nacional de la Unidad Socialista; Presidente del Centro de Estudios Alfredo Palacios y Presidente del Instituto Ciudad Libre. 
En el año 1991 fue elegido concejal de la ciudad de Buenos Aires por la Unidad Socialista. En ese cargo presidió la Comisión de Seguridad Urbana y Emergencia Social del Honorable Concejo Deliberante. Alternó su actividad política con su profesión de médico.
- Datos: Q5836891